# مادلین سوئیتن
مادلین سوئیتـِن (انگلیسی: Madylin Sweeten؛ زادهٔ ۲۷ ژوئن ۱۹۹۱) یک هنرپیشه و کمدین اهل ایالات متحده آمریکا است. وی از سال ۱۹۹۶ میلادی تاکنون مشغول فعالیت بوده‌است.
از فیلم‌ها یا مجموعه‌های تلویزیونی که وی در آن‌ها نقش داشته است می‌توان به چشم عقاب و داستان اسباب‌بازی ۲ اشاره نمود.